# Mặt nạ chống hơi độc

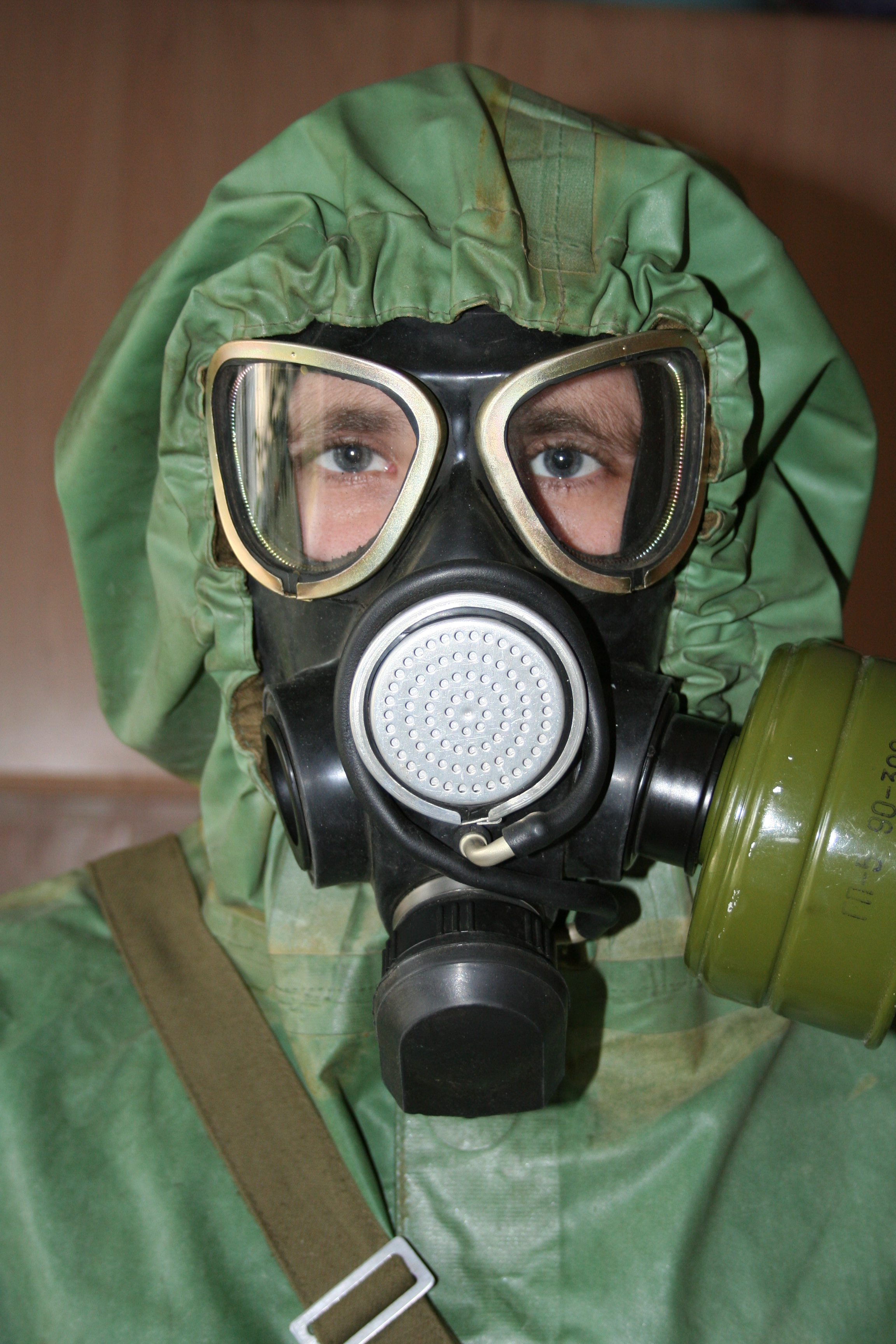
Mặt nạ khí của Nga ПМК-2 (ГП-7ВМт)

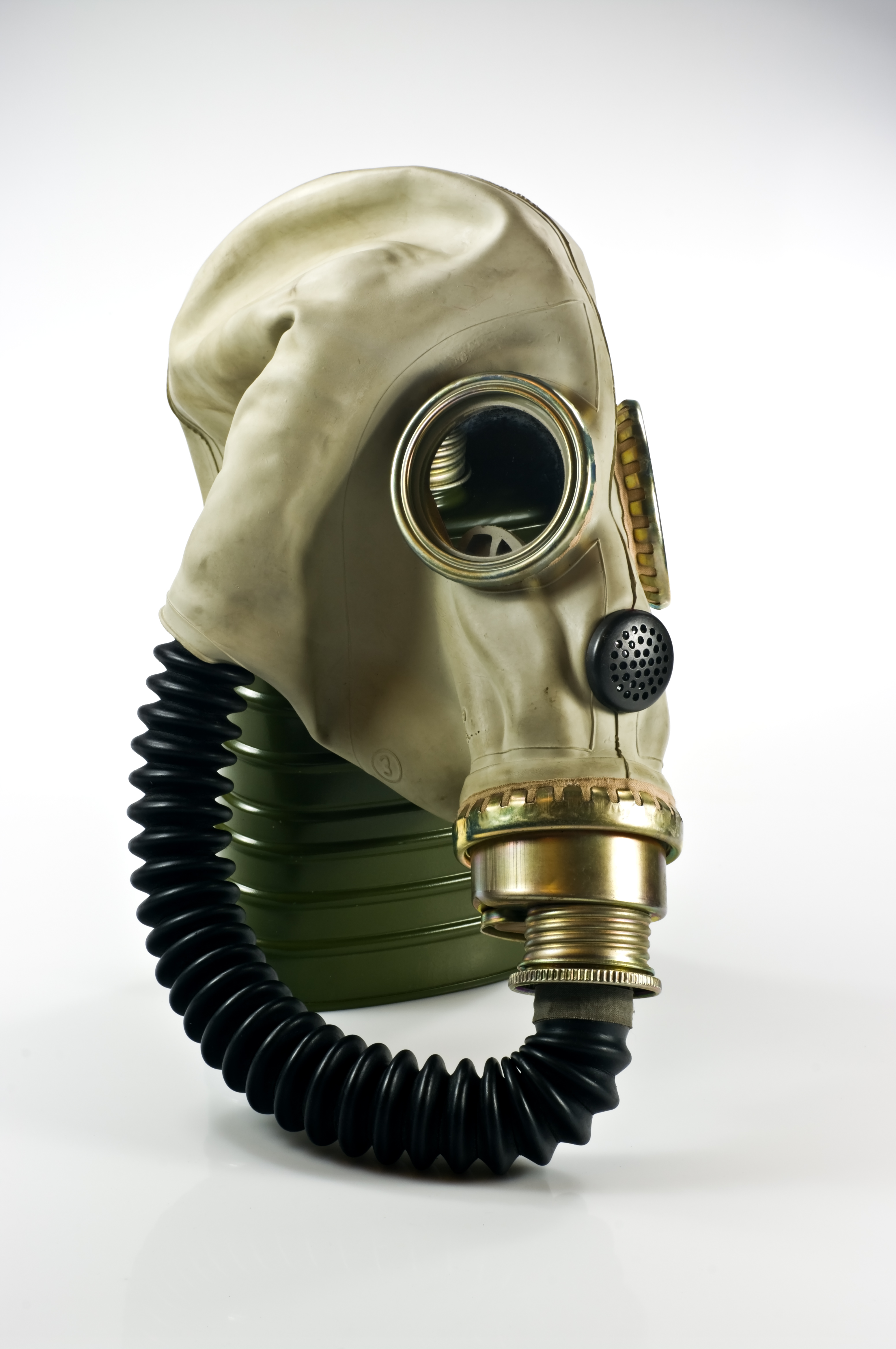
Mặt nạ khí Ba Lan, sử dụng trong thập niên 1970 và 1980

Mặt nạ chống hơi độc hay mặt nạ phòng độc là loại mặt nạ được sử dụng để bảo vệ người dùng khỏi hít phải các khí độc hại trong không khí và các chất gây ô nhiễm môi trường. Mặt nạ tạo một tấm phủ kín lên mũi và miệng, cũng như có thể che mắt và các mô mềm dễ bị tổn thương khác của khuôn mặt. Người sử dụng của mặt nạ chống hơi độc không được bảo vệ từ khí mà da có thể hấp thụ. Hầu hết các bộ lọc mặt nạ khí sẽ kéo dài khoảng 24 giờ trong một tình trạng NBC (chất hóa sinh học hạt nhân).
Các chất độc hại trong không khí có thể khí (ví dụ mù tạt lưu huỳnh, khí độc sinh ra sau các đám cháy và khí clo được sử dụng trong Thế chiến I) hoặc các hạt (như nhiều tác nhân sinh học phát triển cho các loại vũ khí như vi khuẩn, virus và các chất độc). Nhiều mặt nạ phòng khí độc bao gồm bảo vệ từ cả hai loại. Mặt nạ phòng khí độc được sử dụng trong xây dựng để bảo vệ chống khói hàn, trong giải cấu trúc để bảo vệ chống lại amiăng hoặc các hạt độc hại khác, và trong công nghiệp hóa chất khi xử lý vật liệu nguy hiểm, như trong việc sửa chữa rò rỉ thiết bị hay dọn dẹp sau sự cố tràn; công nhân thường được phát hành mặt nạ phòng khí để đề phòng bị rò rỉ.

## Cấu tạo và hoạt động
Phin lọc của mặt nạ phòng độc chứa than hoạt tính và than hoạt tính còn dùng để lọc nước, dùng được với than gỗ.
Để tăng hiệu quả lọc khí người ta tẩm thêm vào than hoạt tính dung dịch chứa Crom, Đồng, Bạc… và một số chất xúc tác khác trong bộ lọc để có thể đẩy nhanh quá trình hấp thụ chất độc hại, biến nó thành vô hại trước khi vào cơ thể người. Than hoạt tính được sử dụng trong phin lọc là loại than hoàn toàn khác so với than hoạt tính bình thường.
Than hoạt tính được hình thành khi ta cho than gỗ vào hấp nóng trong nước, dưới điều kiện tách biệt hẳn với không khí sau đó tăng nhiệt, khử các chất dầu nổi trên bề mặt từ các khe hở của than, nhà sản xuất đã sử dụng biện pháp ngâm than hoạt tính và dung dịch chứa crom, đồng, bạc để lớp ngoài của than hoạt tính chứa một lớp nhỏ gồm các chất đã được oxy hóa. Khi gặp than hoạt tính hơi độc sẽ bị hấp phụ, dưới tác dụng của các chất đã oxy hóa sẽ sinh phản ứng oxy hóa và chất độc sẽ thành không độc.
Than gỗ hấp nóng trong nước, tăng dần nhiệt độ, khử dầu bề mặt khe hở của than làm cho kẻ than thông suốt, diện tích bề mặt tiếp xúc hóa chất lớn hơn. Than gỗ, sau khi được gia công tách biệt không khí, được gọi là than hoạt tính.

## Mặt nạ và vụ cháy ở công ty Rạng Đông Hà Nội
Tại quận Thanh Xuân thành phố Hà Nội ngày 28/8/2019 đã xảy ra vụ cháy ở Công ty CP Rạng Đông tại cơ sở số 87-89 phố Hạ Đình, nơi sản xuất và lưu kho các loại đèn tuýp, cao áp, compact,... có sử dụng thủy ngân. Các cơ quan chức năng đến lấy mẫu nghiên cứu, thì một số người trong đó đã đeo mặt nạ phòng độc, trong khi số khác thì không. Sự việc được chủ tịch Tp Hà Nội Nguyễn Đức Chung coi là "đeo mặt nạ phòng độc khi người khác đeo khẩu trang là phản cảm".
Cái mặt nạ phòng độc, cùng với công bố của Bộ Tài nguyên và Môi trường sau đó rằng "đã đấu tranh làm rõ việc công ty Rạng Đông sử dụng thủy ngân lỏng cho sản xuất" và cung cấp con số giật mình là khoảng 15,1 đến 27,2 kg thủy ngân đã bị đám cháy làm phát tán ra môi trường, và ô nhiễm thủy ngân vượt ngưỡng tới 30 lần . Sự kiện đã làm bùng lên cơn sốt "sợ nhiễm độc thủy ngân" ở quanh công ty, coi vụ cháy là "sự cố môi trường", và ồn ào tranh cãi về trách nhiệm của công ty Rạng Đông , mặc dù trong 60 năm qua việc sử dụng thủy ngân vẫn diễn ra bình thường và không ghi nhận sự cố nào xảy ra đối với xung quanh hoặc với người trực tiếp làm việc trong dây chuyền sản xuất. Nó được coi là "Thiếu hiểu biết chuyên môn, gây nhiễu loạn thông tin nên làm người dân lo sợ".
Cơn sốt sợ nhiễm độc thủy ngân dẫn đến thành phố quyết định di dời nhà máy Rạng Đông ra khỏi nội thành Hà Nội. Nó đáp ứng những đề xuất trước đây về việc Nhà máy Rạng Đông từng xin di dời để lấy đất xây chung cư, một mỏ vàng cần thủy ngân để chiết tách

## Đào tạo, công thái học
| Tài liệu đào tạo về lựa chọn và sử dụng phương tiện bảo vệ hô hấp cá nhân | Tài liệu đào tạo về lựa chọn và sử dụng phương tiện bảo vệ hô hấp cá nhân | Tài liệu đào tạo về lựa chọn và sử dụng phương tiện bảo vệ hô hấp cá nhân | Tài liệu đào tạo về lựa chọn và sử dụng phương tiện bảo vệ hô hấp cá nhân | Tài liệu đào tạo về lựa chọn và sử dụng phương tiện bảo vệ hô hấp cá nhân                             | Tài liệu đào tạo về lựa chọn và sử dụng phương tiện bảo vệ hô hấp cá nhân |
| Đất nước                                                                  | ngôn ngữ                                                                  | Năm                                                                       | Các trang                                                                 | Nhà phát triển                                                                                        | Sách giáo khoa |
| ------------------------------------------------------------------------- | ------------------------------------------------------------------------- | ------------------------------------------------------------------------- | ------------------------------------------------------------------------- | --- | --- |
| Hoa Kỳ                                                                    | Tiếng Anh                                                                 | 1987                                                                      | 305                                                                       | National Institute for Occupational Safety and Health (NIOSH)                                         | NIOSH Guide to Industrial Respiratory Protection |
| Hoa Kỳ                                                                    | Tiếng Anh                                                                 | 2005                                                                      | 32                                                                        | National Institute for Occupational Safety and Health (NIOSH)                                         | NIOSH Respirator Selection Logic |
| Hoa Kỳ                                                                    | Tiếng Anh                                                                 | 1999                                                                      | 120                                                                       | National Institute for Occupational Safety and Health (NIOSH)                                         | TB Respiratory Protection Program In Health Care Facilities |
| Hoa Kỳ                                                                    | Tiếng Anh                                                                 | 2017                                                                      | 48                                                                        | Pesticide Educational Resources Collaborative (PERC)                                                  | Respiratory Protection Guide. Requirements for Employers of Pesticide Handlers |
| Hoa Kỳ                                                                    | Tiếng Anh, Tiếng Tây Ban Nha                                              | -                                                                         | -                                                                         | Occupational Safety and Health Administration (OSHA)                                                  | Respiratory Protection eTool (Proteccion respiratoria eTool) |
| Hoa Kỳ                                                                    | Tiếng Anh                                                                 | 2011                                                                      | 124                                                                       | Occupational Safety and Health Administration (OSHA)                                                  | Small Entity Compliance Guide for the Respiratory Protection Standard (OSHA 3384 – 09) |
| Hoa Kỳ                                                                    | Tiếng Anh                                                                 | 2015                                                                      | 96                                                                        | Occupational Safety and Health Administration (OSHA)                                                  | Hospital Respiratory Protection Program Toolkit (OSHA 3767. Resources for Respirator Program Administrators)                                                                              |
| Hoa Kỳ                                                                    | Tiếng Anh                                                                 | 2012                                                                      | 54                                                                        | Occupational Safety and Health Administration (OSHA) in North Carolina                                | A Guide to Respiratory Protection (Industry Guide 44) |
| Hoa Kỳ                                                                    | Tiếng Anh                                                                 | 2014                                                                      | 44                                                                        | Occupational Safety and Health Administration (OSHA) in Oregon                                        | Breathe Right! Oregon OSHA’s guide developing a respiratory protection program for small-business owners and managers                                                                     |
| Hoa Kỳ                                                                    | Tiếng Anh                                                                 | 2016                                                                      | 32                                                                        | Occupational Safety and Health Administration (OSHA) in Oregon                                        | Air you breathe: Oregon OSHA's respiratory protection guide for agricultural employers |
| Hoa Kỳ                                                                    | Tiếng Anh                                                                 | 2014                                                                      | 38                                                                        | Occupational Safety and Health Administration (OSHA) in Oregon                                        | Respiratory Protection. Oregon OSHA Technical Manual |
| Hoa Kỳ                                                                    | Tiếng Anh                                                                 | 2017                                                                      | 51                                                                        | Occupational Safety and Health Administration (OSHA) in California                                    | Respiratory Protection in the Workplace. A Practical Guide for Small-Business Employers. 3 ed.                                                                                            |
| Hoa Kỳ                                                                    | Tiếng Anh                                                                 | 2001                                                                      | 166                                                                       | Office of Nuclear Reactor Regulation. Washington, DC (USA), U.S. Nuclear Regulatory Commission        | Manual of Respiratory Protection Against Airborne Radioactive Material (NUREG/CR-0041, Revision 1)                                                                                        |
| Hoa Kỳ                                                                    | Tiếng Anh                                                                 | 1986                                                                      | 173                                                                       | National Institute for Occupational Safety and Health (NIOSH) & Environmental Protection Agency (EPA) | A guide to respiratory protection for the asbestos abatement industry (NIOSH IA 85 – 06; EPA DW 75932235-01-1) Lưu trữ ngày 22 tháng 3 năm 2021 tại Wayback Machine                       |
| Canada                                                                    | Tiếng Pháp                                                                | 2002, 20013                                                               | 60                                                                        | Commission des normes, de l'equite, de la sante et de la securite du travail                          | Appareils de protection respiratoire Lưu trữ ngày 22 tháng 3 năm 2021 tại Wayback Machine; Guide pratique de protection respiratoire Lưu trữ ngày 29 tháng 9 năm 2020 tại Wayback Machine |
| Canada                                                                    | Tiếng Anh                                                                 | 2015                                                                      | -                                                                         | Institut de recherche Robert-Sauve en sante et en securite du travail (IRSST)                         | A support tool for choosing respiratory protection against bioaerosols Lưu trữ ngày 7 tháng 5 năm 2021 tại Wayback Machine                                                                |
| Canada                                                                    | Tiếng Pháp                                                                | 2015                                                                      | -                                                                         | Institut de recherche Robert-Sauve en sante et en securite du travail (IRSST)                         | Un outil d’aide a la prise de decision pour choisir une protection respiratoire contre les bioaerosols Lưu trữ ngày 7 tháng 5 năm 2021 tại Wayback Machine                                |
| Pháp                                                                      | Tiếng Pháp                                                                | 2017                                                                      | 68                                                                        | l’Institut national de recherche et de sécurité (INRS)                                                | Les appareils de protection respiratoire. Choix et utilisation. (ED 6106) 2ed. |
| Đức                                                                       | Tiếng Đức                                                                 | 2011                                                                      | 174                                                                       | Deutsche Gesetzliche Unfallversicherung (DGUV)                                                        | BGR/GUV-R 190 Benutzung von Atemschutzgereaten |
| Vương quốc Liên hiệp Anh và Bắc Ireland                                   | Tiếng Anh                                                                 | 2013                                                                      | 59                                                                        | Health and Safety Executive (HSE)                                                                     | Respiratory protective equipment at work. A practical guide 4ed. |
| Vương quốc Liên hiệp Anh và Bắc Ireland                                   | Tiếng Anh                                                                 | 2016                                                                      | 29                                                                        | The UK Nuclear Industry Radiological Protection Coordination Group (IRPCG)                            | Respiratory Protective Equipment (Good Practice Guide) |
| Cộng hòa Ireland                                                          | Tiếng Anh                                                                 | 2010                                                                      | 19                                                                        | The Health and Safety Authority (HSA)                                                                 | A Guide to Respiratory Protective Equipment (HSA0362) |
| New Zealand                                                               | Tiếng Anh                                                                 | 1999                                                                      | 51                                                                        | Occupational Safety and Health Service (OSHS)                                                         | A guide to respiratory protection Lưu trữ ngày 12 tháng 6 năm 2018 tại Wayback Machine |
| Chile                                                                     | [[Tiếng Tây Ban Nha                                                       | 2009                                                                      | 40                                                                        | Instituto de Salud Publica de Chile (ISPCH)                                                           | Guia para la seleccion y control de proteccion respiratoria (Guia tecnica) Lưu trữ ngày 22 tháng 8 năm 2019 tại Wayback Machine                                                           |
| Tây Ban Nha                                                               | Tiếng Tây Ban Nha                                                         | -                                                                         | 16                                                                        | Instituto Nacional de Seguridad, Salud y Bienestar en el Trabajo (INSSBT)                             | Guia orientativa para la seleccion y utilizacion de protectores respiratorios (Documentos tecnicos INSHT) Lưu trữ ngày 24 tháng 4 năm 2019 tại Wayback Machine                            |
| Ý                                                                         | Tiếng Ý                                                                   | -                                                                         | 64                                                                        | „Sabbatini Consulting di Sabbatini Roberto"                                                           | Guida alla scelta e all'uso degli apparecchi di protezione delle vie respiratorie Lưu trữ ngày 20 tháng 8 năm 2018 tại Wayback Machine                                                    |
| Hà Lan                                                                    | Tiếng Hà Lan                                                              | 2001                                                                      | 88                                                                        | Nederlandse Vereniging voor Arbeidshygiëne                                                            | Selectie en Gebruik van Ademhalingsbeschermingsmiddelen |

Không khí thở ra lấp đầy khoảng trống trong mặt nạ và không khí này chứa cacbon dioxide. Khi hít vào, không khí này đi vào phổi. Nồng độ carbon dioxide trong không khí hít vào có thể vượt quá mức tối đa cho phép, nó có thể hơn 4%(Được phép: 0,5% trong vòng 8 giờ và 1,4% trong vòng 15 phút).
Vì lý do này, người lao động phải đau đầu. Khẩu trang có thể gây viêm da.